# Ветров, Владислав Владимирович
Владисла́в Влади́мирович Ве́тров (род. 9 февраля 1964, Цхакая, Грузинская ССР, СССР) — советский и российский актёр театра и кино, режиссёр, сценарист. Народный артист Российской Федерации (2022). Председатель художественного совета театра «Современник» (8 июля 2022 — 6 ноября 2024).

## Биография
Владислав Ветров родился 9 февраля 1964 года в Цхакае Грузинской ССР. Отец по профессии — военный лётчик, мать работала авиационным технологом. В 1969 году семья переехала в Таганрог, Владислав занимался в Народном театре драмы при Доме учителя, служил в Таганрогском драматическом театре имени А. П. Чехова.
В 1986 году окончил Таганрогский радиотехнический институт. На сцене с 1985 года. Служил в Рижском театре русской драмы, театре «Школа драматического искусства» А. Васильева (Москва), Лаборатории М. Буткевича. С 1989 по 1991 год работает в Ростовском академическом театре драмы имени М. Горького. Затем недолго работает в «Школе драматического искусства» Анатолия Васильева.
В 1991—1992 гг. поступил на семинар М. Буткевича и работал в русско-итальянском проекте «Лампочка Ильича», снимался в главной роли в трёхсерийном фильме по повести И. Тургенева «Дымъ» (Россия—Германия—Швейцария). В 1991 году Ветров дебютировал в качестве режиссёра-постановщика на телевидении, отсняв короткометражный фильм «Человек из солнечной долины». В 1992—1993 годах снялся в главной роли в четырёхсерийном фильме «Аз воздам» (Белоруссия—Польша).
В 1993 году Ветров вновь возвращается в Ростов-на-Дону, продолжает играть ведущие роли в Ростовском театре драмы, снимается в рекламе, работает на местном телевидении. На сцене театра как режиссёр-постановщик поставил пьесы «Идеальная пара» и «Беглянки».
В 1999 году в дуэте с Романом Нестеренко Ветров снимает двухсерийный фильм «Куба далеко», также выступает в фильме в качестве актёра, сценариста и продюсера (в фильме также снимались такие известные актёры как Алексей Жарков, Татьяна Васильева, Георгий Мартиросьян).
С 2002 года живёт и работает в Москве. В том же году был принят в труппу московского театра «Современник».
Член Союза театральных деятелей России, член Союза кинематографистов России, Член Гильдии актёров кино России.
В 1998 году Владиславу Владимировичу Ветрову присвоено почётное звание Заслуженного артиста Российской Федерации, в 2022 году — Народного артиста Российской Федерации.
8 июля 2022 года возглавил сформированный художественный совет театра «Современник», в который вошли Алёна Бабенко, Сергей Гирин, Светлана Иванова, Людмила Крылова, Полина Рашкина, Иван Стебунов, Александр Хованский.
6 ноября 2024 года покинул пост председателя художественного совета театра и ушёл из «Современника».

### Семья
От первого брака сын Даниил (род. 1985), дочь Анастасия (род. 1997).
Вторая жена — Екатерина Кирчак (род. 1977), актриса Московского ТЮЗа, в браке сын Всеволод (род. 2008).

## Творчество

### Фильмография

#### Актёр
- 1986 — Скакал казак через долину — водитель
- 1987 — Оглашению не подлежит — корнет Зубанов
- 1991 — Анна Карамазофф — Рощин-Инсаров
- 1991 — И чёрт с нами — студент
- 1992 — Дымъ — Литвинов
- 1993 — Аз воздам — Казимир Лыщинский
- 1994 — Железный занавес — Додик
- 1999 — Женщин обижать не рекомендуется
- 1999 — Куба далеко
- 1999 — Ласточка
- 2001 — Ростов-папа — Пал Палыч
- 2002 — Дневник убийцы — Петухов
- 2003 — Желанная — Дмитрий Мерджанов
- 2003 — Спас под берёзами — Семён Аветиков, постоялец
- 2003 — Таксистка — Хлебушкин
- 2004 — Полный вперёд — Баженов
- 2005 — Виртуальный роман
- 2005 — Голова классика — Рыкалов
- 2005 — Гражданин начальник 2 — Станислав Красин
- 2005 — Каменская-4 — Руслан Нильский
- 2005 — Клоунов не убивают — Зверев
- 2005 — Лебединый рай — врач
- 2006 — Конец света — Даниил Копиевский
- 2006 — Пластика речи
- 2006 — Служба 21, Или мыслить надо позитивно — проректор
- 2007 — Лик Царицы Небесной — рассказчик
- 2007 — Внук космонавта — менеджер
- 2007 — Сеть — отец Тропинина
- 2007 — Экстренный вызов — Кирилл Михеев
- 2007 — Невечерняя (не окончен) — Антон Павлович Чехов
- 2008 — Адмиралъ — Сергей Тимирёв
- 2009 — Адмиралъ (сериал) — Сергей Тимирёв
- 2008 — Управа — Павел
- 2008 — Гоголь: Портрет загадочного гения — Николай Васильевич Гоголь
- 2008 — Встречная полоса — Олег Долгорукий
- 2008 — Материнский инстинкт — Евгений
- 2008 — Ночь закрытых дверей — Тараскин
- 2009 — Иван Грозный — великий князь Василий III
- 2009 — Рябиновый вальс — следователь Кириллов
- 2010 — Черчилль — Вячеслав Витальевич, профессор
- 2010 — Дежурный ангел — Кондауров
- 2010 — Журов-2 — Евгений Дробышев
- 2010 — Башня — Баташов, влиятельный бизнесмен
- 2010—2012 — Найдёныш — Никита Краснов
- 2011 — Бабушка на сносях — Антон
- 2011 — За тобой — папа
- 2011 — «Кедр» пронзает небо — Марат Фуджиев, лейтенант НКВД
- 2011 — Раскол — Афанасий Ордин-Нащокин
- 2011 — Чужие мечты — Иван Иволгин
- 2011 — Чучело-2 — Глебов
- 2011 — Терминал — Жека, бывший сослуживец Игоря Муратова
- 2012 — День Победы
- 2012 — Не плачь по мне, Аргентина! — заместитель министра
- 2012 — Всегда говори «всегда»-8 — Александр Костомаров, следователь
- 2012 — Мосгаз — Игорь Чеботарь
- 2012 — Гром — Пётр Сергеевич Горчаков
- 2013 — Вечная сказка — Щеглов
- 2013 — Нарочно не придумаешь — Александр Леонидович Велигоров
- 2013 — Она не могла иначе — Юрий Капоров
- 2013—2014 — Второй шанс — Андрей Алексеевич Левченко
- 2014 — Самый длинный день — Платонов
- 2014 — Небо падших — Архипов
- 2014 — Зимы не будет
- 2014 — Хорошие руки
- 2014 — Бегущая строка
- 2014 — Обнимая небо
- 2014 — Уходящая натура — Виктор, художник-постановщик
- 2015 — Метод — декан Цветков
- 2015 — Людмила Гурченко — Владимир Сергеевич, редактор «Комсомольской правды»
- 2015 — Самый лучший день — Викентий Михайлович
- 2015 — Следователь Тихонов — Аристарх Евграфович Сытников, бухгалтер Мослесхоза, спекулянт
- 2015 — Деньги — Фёдор Васильевич Демидов, генерал МВД
- 2016 — Страна чудес — Геннадий Илларионович, инопланетянин-золотарь с Центавры
- 2016 — Герой — князь Александр Чернышёв
- 2016—2017 — Отель Элеон — Борис Леонидович Завгородний (дядя Боря), главный инженер бутик-отеля Eleon
- 2017 — Власик. Тень Сталина — Вячеслав Рудольфович Менжинский, председатель ОГПУ СССР
- 2017 — Отчий берег — Яков Дмитриевич Дубасов, художник
- 2017 — Серебряный бор — Сергей Геннадьевич
- 2017 — Ёлки новые — капитан Чеботарёв
- 2017 — Юристы
- 2017 — Яблочко от яблоньки — Борис
- 2018 — Вольная грамота
- 2018—2020 — Московские тайны — Сергей Вяземский, отец Насти
- 2018—2021 — Гранд — Борис Леонидович Завгородний (дядя Боря), главный инженер бутик-отеля Grand Lion/эко-отеля Grand
- 2018 — Большая игра — Виктор Степанович, тренер сборной России по футболу по физической подготовке
- 2018 — Синичка-2 — Давид Аушенбах, профессор психологии
- 2018 — Молодёжка — Василий Степанович Горячкин, старший прапорщик, новый сосед Бакиных
- 2019 — Союз спасения — Густав Гебель
- 2019 — И это всё Роберт — доктор
- 2019 — Душегубы — Кириченков
- 2020 — Стрельцов
- 2020 — Последний богатырь: Корень зла — Белогор/Роголеб
- 2020 — Один вдох — спортивный врач
- 2022 — Союз Спасения. Время гнева — Густав Гебель
- 2022 — Заключение — Минаев, хирург
- 2025 — Три плюс три — Антон Павлович Клячев
- 2025 — ВИА «Васильки» — Игорь Олегович Лодкин

### Озвучивание
- 2003 — Таинственная река — Бирден, агент ФБР (роль актёра Уилла Лимана)
- 2005—2006 — «Как уходили кумиры (документальный цикл передач)» — читает закадровый текст
- 2006 — «Алла на шее (Жизнь и творчество актрисы Аллы Ларионовой)» — читает закадровый текст
- 2007 — «Солярис» (радиоспектакль) — Кельвин
- 2007 — «Отель „У погибшего альпиниста“» (радиоспектакль) — инспектор Петер Глебски
- 2010 — Всегда говори «всегда»-6 — Илья Самойлов (роль актёра Вадима Шанаурина)
- 2012 — Измена — второй муж (роль актёра Артурса Скрастыньша)
- 2013 — «За миллиард лет до конца света» (радиоспектакль) — Захар Губарь
- 2021 — «Кощей. Начало» — Лихо

#### Автор сценария
- «Куба далеко»

#### Режиссёр
- «Куба далеко»

#### Продюсер
- «Куба далеко»

### Роли в театре
Избранное
- Я. Реза «Бог резни» — Ален Рей (реж. С. Пускепалис) (Московский театр «Современник»)
- Л. Андреев «Анфиса» — Костомаров (реж. Г. Волчек) (Московский театр «Современник»)
- Э. Ремарк «Три товарища» — Альфонс (реж. Г. Волчек) (Московский театр «Современник»)
- Ф. Достоевский «Бесы» — Ставрогин (реж. А. Вайда) (Московский театр «Современник»)
- А. Чехов «Три сестры» — Вершинин (реж. Г. Волчек) (Московский театр «Современник»)
- М. Кононов «Голая пионерка» — Учитель, Первый, Ветеран, Смерш (реж. К. Серебренников) (Московский театр «Современник»)
- Т. Уильямс «Сладкоголосая птица юности» — Босс Финли (реж. К. Серебренников) (Московский театр «Современник»)
- А. Островский «Гроза» — Дикой (реж. Н. Чусова) (Московский театр «Современник»)
- Е. Гинзбург «Крутой маршрут» — Царевский (реж. Г. Волчек) (Московский театр «Современник»)
- Ю. Олеша «Смерть Занда» — Занд
- Г. Горин «Кин IV» — Кин (Ростовский театр драмы имени М. Горького)
- У. Шекспир «Король Лир, или всемирный театр дураков» — Эдмонд, побочный сын Глостера (реж. Г. Кавтарадзе) (Ростовский академический театр драмы имени М. Горького)
- А. Пушкин «Борис Годунов» — ЛжеДмитрий, самозванец (Ростовский академический театр драмы имени М. Горького)
- А. Островский «Бешеные деньги» — Телятьев (Ростовский академический театр драмы имени М. Горького)
- М. Булгаков «Мастер и Маргарита» — Мастер
- А. Чехов «Предложение» — Ломов
- У. Шекспир «Ричард III» — Кетсби (Ростовский академический театр драмы имени М. Горького)
- Ф. Достоевский «Очаровательный сон князя К.» — Мозгляков (реж. М. Фейгин) (Ростовский академический театр драмы имени М. Горького)

### Автор пьес
- «Шугар фри»
- «Петунья под стёклышком»
- «Идеальная пара»